# Diaea seminola
Diaea seminola là một loài nhện trong họ Thomisidae.
Loài này thuộc chi Diaea. Diaea seminola được Willis J. Gertsch miêu tả năm 1939.